# Hladna fronta v Severni Ameriki (februar 2023)
Hladna fronta v Severni Ameriki februarja 2023 je trenutna hladna fronta v vzhodni Kanadi in severovzhodnih Združenih državah, ki je februarja 2023 prizadela regijo z rekordno nizkimi temperaturami in vetrnimi piši. Mount Washington v New Hampshiru je doživel rekordno mrzli veter z –78°C.

## Priprave in učinek

### Nova Anglija
Šole v Bostonu v Massachusettsu so se v pričakovanju nizkih temperatur zaprle 3. februarja. 4. februarja 2023 je temperatura v Bostonu znašala –23°C, kar je bila prva dvomestna negativna temperatura v mestu po 50. letih 20. stoletja. V Nantucketu v Massachusettsu je temperatura znašala –19°C, kar je izenačilo rekord z leti 2004 in 1962. Portland v Mainu je zabeležil veter s temperaturo –45°C. Hladni val je v Connecticutu povzročil 5000 izpadov električne energije. Temperatura v Bridgeportu v Connecticutu je z -20°C podrla prejšnji rekord za 5 °C.

### Srednjeatlantsko območje
Najnižja temperatura v Centralnem Parku 4. februarja je bila -16°C, kar je bila najnižja temperatura od leta 2019, a ni bila daleč od rekorda. Dnevno najnižjo temperaturo sta postavili letališči La Guardia in mednarodno letališče Johna F. Kennedyja z -15°C in –16°C. Tudi Newark v New Jerseyju je zabeležil rekordno nizko vrednost pri –15°C, čeprav je bilo to edino mesto v zvezni državi, ki je podrlo dnevni rekord. Temperature v državi so padle vse do –23°C pri spomeniku High Point v okrožju Sussex.